# Limbowa Ściana
Limbowa Ściana (ok. 1580 m) – wzniesienie w długiej północno-wschodniej grani Szpiglasowego Wierchu w polskich Tatrach Wysokich, znajdujące się w pobliżu północno-wschodniego końca tej grani, pomiędzy przełęczami Roztockie Siodło (1405 m) i Limbowa Przełęcz (ok. 1530 m). Nazwa autorstwa Władysława Cywińskiego. Stoki południowo-wschodnie są dość łagodne i opadają do Doliny Rybiego Potoku, natomiast stoki północno-zachodnie opadające do Doliny Roztoki to stroma ściana o wysokości ok. 300 m. Jest porośnięta lasem i bujną roślinnością, znajduje się też na niej sporo skał. Według Władysława Cywińskiego „jest to najwspanialszy limbowy las urwiskowy w całych Tatrach”. Limbowa Ściana jest dobrze widoczna ze szlaku turystycznego wiodącego dnem Doliny Roztoki.